# Barranc de Sant Pou
El barranc de Sant Pou és un barranc del terme municipal de Conca de Dalt, al Pallars Jussà, dins de l'antic terme d'Aramunt, al Pallars Jussà.
Es forma a la partida del Tros d'Ací, des d'on davalla cap a l'oest-sud-oest, passa pel nord de la partida de Santa Maria d'Horta i de la masia de la Casanova, on emprèn cap a l'oest i en poc tros més s'aboca en la Noguera Pallaresa, dins del pantà de Sant Antoni.